# Münó, a holdbéli manó
A Münó, a holdbéli manó (eredeti cím: Mune, le gardien de la lune) 2014-ben bemutatott francia 2D-s / 3D-s számítógépes animációs film, amelyet Benoît Philippon és Alexandre Heboyan írt és rendezett. Az animációs játékfilm producerei Alexandre de La Patelliere és Dimitri Rassa. A zenéjét Bruno Coulais szerezte. A film az Onyx Films, a Kinology, az ON Animation Studios és az Orange Studio gyártásában készült, a Paramount Pictures forgalmazásában jelent meg. Műfaja fantasyfilm, filmvígjáték és kalandfilm. 
Franciaországban 2014. december 6-án, Magyarországon 2015. július 30-án mutatták be a mozikban.
A költői történet egy képzeletbeli világon játszódik, ahol egy kis lény, a Hold őrzője, meg kell hogy találja a hibájából ellopott Napot.

## Cselekmény
|  | Alább a cselekmény részletei következnek! |

A Nap és a Hold teremtményei egy nagyon fontos napra készülődnek. A két őrző egy nagy ceremóniával át készül adni a stafétát tanítványának. A Nap védelmezője, Xolal (vagy Aszkromester) az öntelt, magamutogató Szolárt jelöli ki a helyére, a Hold védelmezője, Yule (vagy Fűzmester) pedig Dermeszt, aki szintén hivalkodó típus. A Hold legártatlanabb lénye azonban nem találja jónak Dermeszt az álmok vigyázója rangra, és a ceremónia keretében kiválasztja a tömegből az apró és megszeppent kis faunt, Münót. A nagy eseményt azonban az alvilágba száműzött lények is figyelemmel kísérik. Nekrossz, korábban a Nap őrzője, elégedetten figyeli a felháborodott Dermeszt és kieszeli a Nap ellopását.
A csalfa kígyókat a felszínre küldve levezetik Dermeszt a jó útról: ha segít ellopni a Napot, övé lehet a Hold. Münó tanácstalansága a Holdtemplomban további két személyt is felháborít. Az első Szolár, aki Münót alkalmatlannak találja a posztra, miután a Hold elszakadt a templomtól, megzavarva ezzel a nappal és az éjszaka harmóniáját (és az ő első munkanapját). A második Tündi, egy viaszlány, aki az árnyékban kényszerül élni, de mindennél jobban vágyik arra, hogy felfedezhesse a világot. Tündi nagyon olvasott és értelmes lány, nem tartja Münót méltónak arra, hogy őrző legyen. Az összetűzésük alatt Nekrossz két csatlósa, Mox és Spleen elviszik a Napot, Szolár pedig kénytelen leszállni az alvilágba. Dermesz közben kisajátítja a Hold templomát, de hamar tudomásul kell vennie, hogy a templom nem engedelmeskedik neki, mi több, a Hold a Nap nélkül kialszik, majd szép lassan elporlad, a holdbéli lények pedig elvesztik az erejüket.
Münó megpróbálja jóvátenni hibáját, és Szolárral tart Tündi kíséretében, hogy visszaszerezzék a Napot. A sötét erdőn át a nagy kék lyukhoz, egy tóhóz vezet az útjuk, ahol le kell merülniük. Tündi nem tud a csapattal tovább haladni, mert a hidegben megfagy és könnyen törik, a melegben pedig elolvad. Münó megígéri Tündinek, hogy vigyázni fog rá, elérve, hogy megbízzon benne. Együtt lemerülnek a tóba, ahol találkoznak a Hold egykori őrzőjével, Phosphóval, aki az alvilág kapujához vezeti őket. A kapunál azonban Münónak és Szolárnak szét kell válnia. A Hold temploma a Hold elvesztése miatt elvesztette a fejét, és irányíthatatlanul száguldozik a bolygón. Egészen az alvilágig eljön, Münónak pedig meg kell fékeznie, Szolár addig előre megy a Napért Tündi minden tiltakozása ellenére. Münó megtanulja, hogyan használja az erejét, és sikerül megnyugtatnia a templomot, a kormányhoz érve azonban értesül a bennrekedt Dermesztől, hogy a Hold megsemmisült.
Münónak át kell lépnie az álmok birodalmába, és faragnia egy újat. Az út alatt elsajátítja teljesen az erejét, és nemcsak a Holdat hozza vissza, hanem Tündi szívét is elnyeri. Az alvilágban eközben balul ütnek ki a dolgok. Az ármánykodó kígyók felbőszítik Szolárt, és kezdi elveszíteni önmagát. A Hold volt őrzője, Phospho, akit gyávának kiáltott ki társa, a volt Nap őrzője Nekrossz, közbelép, és maradék erejét felhasználva megnyugtatja Szolárt, majd eltűnik a világból. Ekkor érkezik meg Münó és Tündi is az új Holddal, és a kis csapat rögtön szembe találja magát Nekrosszal és két csatlósával. Szolár lefoglalja Nekrosszt, amíg Tündi és Münó visszaszerzik a Napot, ami már csak egy sziklagolyóbisra hasonlít. Münót letaszítják a sziklaperemről, Tündinek azonban sikerül az egyik lávaördögöt kicseleznie, és izzítani kezdi a Napot. Mire Münónak sikerül a peremre kapaszkodnia, Tündi megmenti a Napot, ami teljes fényében ragyogni kezd, a kis viaszlány pedig elolvad.
A Nap és a Hold újból együtt van, Münó és Szolár pedig elég erőssé válik, hogy szembeszálljon Nekrosszal. Münó elaltatja a volt Napőrzőt, és megszabadítja a régóta őt kínzó ármányos kígyótól. A düh elszáll Nekrosszból és visszanyeri őrzői alakját, majd kővé válik, mint minden Nap őrzői elődje. Az alvilágból eltűnik a lávatenger, és virágba borul, Nekrossz két csatlósa elveszti gonosz énjét. A két őrző lerója tiszteletét Tündi önfeláldozása előtt, Münó a maradék viaszból kiformálja Tündi testét, és emlékül a Holdból letör neki egy darabot. A két őrző szomorúan tér vissza templomába, és folytatják kötelességüket. A Nap újra fénybe borít mindent, és ahogy Tündihez ér, a holddarabka és a napfény újra életet ad Tündinek, aki többé nem olvad el és nem is fagy meg.
|  | Itt a vége a cselekmény részletezésének! |

## Szereplők
| Szereplő   | Szereplő     | Eredeti hang        | Magyar hang         | Leírás |
| magyar     | eredeti      | Eredeti hang        | Magyar hang         | Leírás |
| ---------- | ------------ | ------------------- | ------------------- | --- |
| Münó       | Mune         | Michael Gregorio    | Baráth István       | Kis kék faun, akit kiválasztanak a Hold őrzőjének. A kalandja során megtanulja, hogyan használja legerősebb képességét, az álmokat.                         |
| Szolár     | Sohone       | Omar Sy             | Szabó Győző         | Forrón lángoló tanítvány, aki az új Napőrzővé válik. Öntelt és népszerű lányoknál.                                                                          |
| Tündi      | Cire         | Izïa Higelin        | Csifó Dorina        | Viaszlányka, akit ha hideg ér, megdermed, ha meleg, elolvad, ezért az árnyékban kell maradnia. Nagyon szeret olvasni, és tanulmányozza a csillagokat.       |
| Nekrossz   | Necross      | Eric Herson-Macarel | Faragó András       | A Nap őrzője volt, amíg a csalfa kígyók le nem térítették a jó útról. Aszkromester, a Nap következő őrzője száműzte az alvilágba, ahol a bosszúját tervezi. |
| Dermesz    | Leeyoon      | Féodor Atkine       | Sebestyén András    | Fűzmester magát nagyra tartó tanítványa, akit őrzőnek szánnak, de a bolygó legártatlanabb lénye nem találja alkalmasnak az álmok ura szerepre.              |
| Xolal      | Xolal        | Jean-Claude Donda   | Hajdu István        | (Aszkromester) A Nap őrzője, Szolár mestere. Száműzte Nekrosszt az alvilágba.                                                                               |
| Krrack     | Krrrack      | Patrice Dozier      | Pusztaszeri Kornél  | A Nap őrzőinek állandó hűséges társa. Folyton felborul, és szétesik.                                                                                        |
| Münó apja  | Père de Mune | Damien Boisseau     | Németh Gábor        | Szigorú apa, majd büszke lesz Münóra, és kisebbik fiának példaként emlegeti.                                                                                |
| Tündi apja | Père de Cire | Patrick Préjean     | Gesztesi Károly     | Viaszból van, akárcsak a lánya. Túlságosan védelmező, mióta felesége elolvadt a napon.                                                                      |
| Yule       | Yule         | Benoît Allemane     | Harsányi Gábor      | (Fűzmester) A Hold őrzője, Dermesz mestere. |
| Phospho    | Phospho      | Patrick Poivey      | Pálfai Péter        | A Hold volt őrzője, gyáván elmenekült, mikor Nekrossz elárulta hivatását.                                                                                   |
| Spleen     | Spleen       | Brian Drummond      | Kálloy Molnár Péter | Nekrossz csatlósai. |
| Mox        | Mox          | Michel Mella        | Galbenisz Tomasz    | Nekrossz csatlósai. |
| Zucchini   | Zucchini     | Emmanuel Curtil     | Vida Péter          | |

További magyar hangok: Fekete Zoltán, Hábermann Lívia, Koncz István, Laurinyecz Réka, Lázár Erika, Lipcsey Borbála, Németh Attila, Presits Tamás, Szabó Endre, Szűcs Péter Pál

## Televíziós megjelenések
Digi Film, FilmBox Premium, Kiwi TV, Moziverzum 